# Episodi di Vacation Playhouse (prima stagione)
La prima stagione della serie televisiva Vacation Playhouse è andata in onda negli Stati Uniti dal 22 luglio 1963 al 23 settembre 1963 sulla CBS.
| nº | Titolo originale             | Prima TV USA      |
| -- | ---------------------------- | ----------------- |
| 1  | A Love Affair Just for Three | 22 luglio 1963    |
| 2  | Three Wishes                 | 29 luglio 1963    |
| 3  | Hide and Seek                | 5 agosto 1963     |
| 4  | Mickey and the Contessa      | 12 agosto 1963    |
| 5  | The Big Brain                | 19 agosto 1963    |
| 6  | Swingin' Together            | 26 agosto 1963    |
| 7  | All About Barbara            | 2 settembre 1963  |
| 8  | Hooray for Love              | 9 settembre 1963  |
| 9  | Come-a-Runnin'               | 16 settembre 1963 |
| 10 | Maggie Brown                 | 23 settembre 1963 |

## A Love Affair Just for Three
- Prima televisiva: 22 luglio 1963

### Trama
- Guest star: Cesare Danova (Mario Cellini), Ginger Rogers (Elizabeth and Margaret Harcourt), Charlie Ruggles (Eli Harcourt)

## Three Wishes
- Prima televisiva: 29 luglio 1963

### Trama
- Guest star: Diane Jergens (Annie)

## Hide and Seek
- Prima televisiva: 5 agosto 1963
- Diretto da: Sherman Marks
- Scritto da: Jess Oppenheimer

### Trama
- Guest star: Glynis Johns (Glynis Granville), Keith Andes (John Granville)

## Mickey and the Contessa
- Prima televisiva: 12 agosto 1963
- Diretto da: William Asher
- Scritto da: Bill Davenport, Cy Howard

### Trama
- Guest star: Ann Marshall (Sissy Brennan), Billy St. John (Mike Brennan), John Fiedler (Arney Tanner), Michael Greene (Butch Gorkey)

## The Big Brain
- Prima televisiva: 19 agosto 1963
- Diretto da: Paul Stanley
- Scritto da: Jess Oppenheimer, Sam Taylor

### Trama
- Guest star: Evelyn Ward (Adele Weston), George N. Neise (Seymour), Ellen Burstyn (Ellen), Frank Aletter (Lester Bestrip)

## Swingin' Together
- Prima televisiva: 26 agosto 1963
- Diretto da: Gene Reynolds
- Scritto da: Howard Leeds

### Trama
- Guest star: Art Metrano (Big D), James Dunn (P.J. Cunningham), Peter Brooks (Yogi), Larry Merrill (Steve), Bob Bryant (Skooby-Doo), Stefanie Powers (Linda Craig), Bobby Rydell (Bobby Day)

## All About Barbara
- Prima televisiva: 2 settembre 1963
- Diretto da: Jack Donohue
- Scritto da: Madelyn Davis, Bob Carroll, Jr.

### Trama
- Guest star: Shirley Mitchell (Shirley Biddle), Barbara Nichols (Barbara Adams), William Bishop (James Hadley), Larry Keating (Albert Murdock), Willard Waterman (Coach Walter Biddle), Bea Benaderet (Sybil Murdock)

## Hooray for Love
- Prima televisiva: 9 settembre 1963
- Diretto da: Jerry Hopper
- Scritto da: Robert Fisher, Alan Lipscott

### Trama
- Guest star: Cherylene Lee (Samantha Soo), Alvy Moore (Otis Platt), Darryl Hickman (Schuyler "Sky" Young), Don Edmonds (Gillie Boone), Beverly Wills (Clara Boone), Yvonne Craig (Abby Young)

## Come-a-Runnin'
- Prima televisiva: 16 settembre 1963
- Diretto da: Montgomery Pittman
- Scritto da: James Poe

### Trama
- Guest star: Sherry Jackson (Alice Watson), Andrew Prine (Ernie Watson), Alan Hale, Jr. (David Watson), Ruth Hussey (infermiera Edie Ramsey), Reta Shaw (zia Josie), Susan Seaforth Hayes (Susan), Linden Chiles (dottor David Latham)

## Maggie Brown
- Prima televisiva: 23 settembre 1963
- Diretto da: David Alexander
- Scritto da: Bill Manhoff

### Trama
- Guest star: Ethel Merman (Maggie Brown), Susan Watson (Jeannie Brown)